# Pies faraona
Pies faraona – rasa psa, należąca do grupy szpiców i psów pierwotnych, zaklasyfikowana do sekcji ras pierwotnych. Według klasyfikacji FCI nie podlega próbom pracy.

## Krótki rys historyczny
Nazwą "pies faraona" określano początkowo wszystkie psy z obszaru wybrzeży i wysp Morza Śródziemnego, a niekoniecznie związane z populacją psów występujących w Egipcie. Nadano ją jednak, ponieważ przypominały staroegipskie charty zwane tesemami, których wizerunkami przyozdabiano ściany grobowców faraonów. Natomiast różniły się od psów w typie podenco. Te śródziemnomorskie psy wyglądem przypominały formę pośrednią między chartem a psem gończym. Od 1974 roku rasa została uznana przez angielski Kennel Club pod nazwą Pharaoh hound. W 1977 roku FCI pod tą samą nazwą zarejestrowało tę rasę i przyjęło wzorzec wydany przez Maltę. 
W rejonach, z których pochodzi ta rasa (z Malty i jej okolicznych wysp) nazwaną jest kelb tal fenek co dosłownie oznacza pies królika. Na Maltę pies faraona przybył najprawdopodobniej z Fenicjanami lub Kreteńczykami, którzy posiadali psy w podobnym typie.

## Użytkowość
Dawniej wykorzystywany jako pies myśliwski, współcześnie jest psem towarzyszącym.

## Charakter i temperament
Pies faraona jest psem czujnym, aktywnym, rodzinnym o wysokim stopniu posłuszeństwa. Chętnie nawiązuje kontakty z innymi psami, ale wobec obcych ludzi może być powściągliwy. Jednak rzadko bywa agresywny. Bardzo przywiązany i dość serdeczny wobec swoich domowników. Z drugiej strony jest też niezależny, co może mieć od czasu do czasu swój wyraz w upartości. Ma silny instynkt łowiecki.

## Szata i umaszczenie
Jasnobrązowe, rudobrązowe, jasnorude i rude, białe znaczenia na kończynach. Nos jest wątrobiany lub cielisty.